# Jardin botanique de Palerme

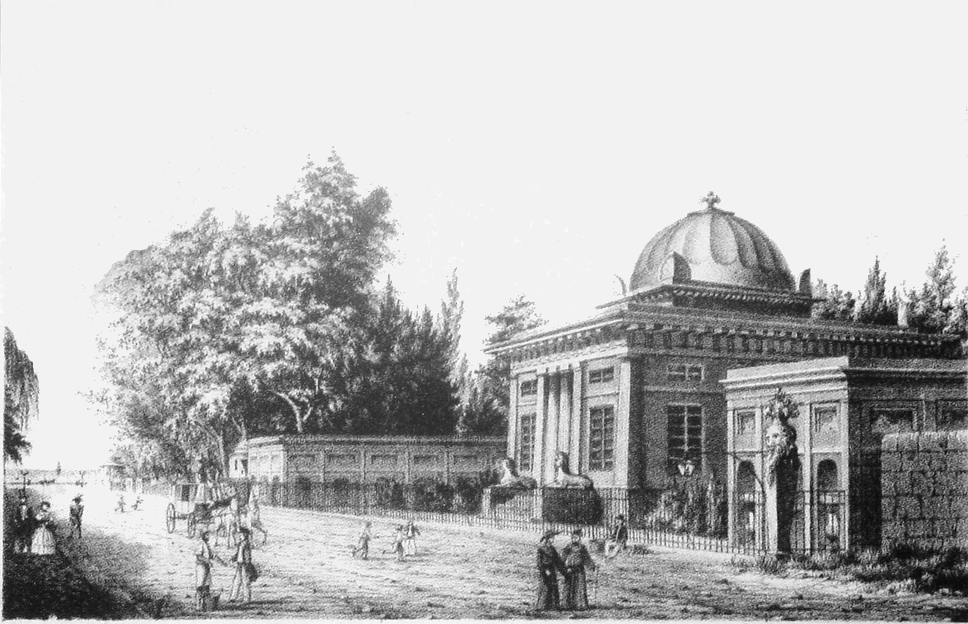
Vue ancienne du jardin botanique de Palerme

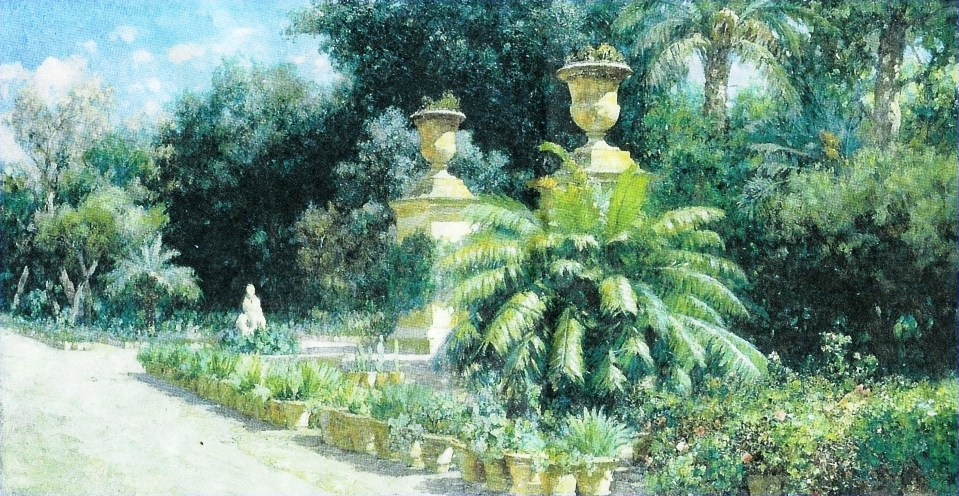
Allée des palmiers, peinture de Francesco Lojacono (1838-1915)

Le Jardin botanique de Palerme (Orto botanico di Palermo) situé à Palerme (Sicile) est une institution du département de botanique de l'université de Palerme.

## Aperçu historique
Son origine remonte à 1779, à la création de la Regia Accademia degli Studi (devenue université en 1806). Pour sa nouvelle chaire de botanique et d'histoire naturelle, la Regia Accademia obtint de la ville un modeste terrain pour y installer un petit jardin botanique consacré à la culture des plantes médicinales utiles à l’enseignement et à la santé publique.
Ce premier jardin se révéla rapidement inadapté aux besoins et en 1786 on décida de le transférer dans son site actuel, près du Plan de Saint-Érasme, tristement connu à l’époque comme siège des bûchers de la Sainte Inquisition. En 1789, on commença la construction du corps principal des bâtiments du Jardin, de style néoclassique. Il est composé d’un édifice central, le Gymnasium, et de deux ailes, le Tepidarium et le Calidarium, conçus par l'architecte français Léon Dufourny, à qui l’on doit également l'implantation de la partie la plus ancienne du jardin, proche du Gymnasium, selon un schéma rectangulaire, subdivisé en quatre parallélogrammes, dans lesquels les espèces sont arrangées selon le système de classification de Linné. Le nouveau jardin fut inauguré en 1795 ; il s’enrichit dans les années qui suivirent de l’Acquarium (1798), un grand bassin dans laquelle prospèrent de nombreuses espèces de plantes aquatiques, et de la serre Marie-Caroline, achevée en 1823. Le grand Ficus magnolioides, qui est devenu le symbole du Jardin moderne, fut importé de l'Île Norfolk (Australie) en 1845. L'extension actuelle, d’environ dix hectares, fut atteinte seulement en 1892, à la suite d’agrandissements successifs. En 1913 on le dota d’un Jardin colonial supprimé par la suite. Depuis 1985, le jardin est placé sous la responsabilité du Département des sciences botaniques.

### Chronologie des directeurs du Jardin
| - 1795-1812 Giuseppe Tineo - 1814-1856 Vincenzo Tineo - 1856-1892 Agostino Todaro - 1892-1921 Antonino Borzì - 1921-1923 Domenico Lanza | - 1923-1928 Luigi Buscalioni - 1928-1939 Luigi Montemartini - 1939-1968 Francesco Bruno - 1968-1971 Antonino De Leo - 1971-1976 Vittorio Camarrone | - 1976-1990 Andrea Di Martino - 1990-1996 Francesco Maria Raimondo - 1996-1998 Andrea Di Martino - 1998-2003 Salvatore Trapani - 2003- ... Francesco Maria Raimondo |

## Structure et collections

### Gymnasium, caldarium et tepidarium
Face à la grille d’entrée se trouve le bâtiment central de style néoclassique du Gymnasium (1), qui était à l’origine le siège de la Schola Regia Botanice, de l’herbier, de la bibliothèque et de la résidence du directeur. Dans la salle centrale du Gymnasium, se trouve la chaire du "démonstrateur" des plantes médicinales de la Schola. Cette salle est entourée de vitrines où sont conservées différentes collections de semences, fruits et autres matériaux. Sur la partie centrale de la voûte qui symbolise la déesse Flora, apparaît l'inscription Omne tulit punctum qui miscuit utile dulci, synthèse des sciences botano-pharmaceutiques d'il y a deux siècles.
Deux constructions plus petites sont disposées symétriquement de part et d’autre du Gymnasium. Elles sont encore appelées caldarium (2) et tepidarium (3) parce qu'à l’origine elles accueillaient des plantes respectivement de climats chaud et tempéré.

### Le système linnéen
C'est le secteur le plus ancien du Jardin, réalisé suivant un schéma rectangulaire, subdivisé en quatre parallélogrammes, les quartini (4), chacun d’eux étant à son tour subdivisé en plates-bandes dans lesquelles les plantes étaient à l’origine disposées selon la classification linnéenne. L'implantation originale de ce secteur a subi des modifications dans le temps, du fait de la croissance de certains plants de grande taille au détriment des plantes voisines qui, dominées, ont progressivement disparu. 
Au centre du système linnéen, particulièrement suggestive, se trouve la « croisée » (crociera), petite placette au croisement de l’allée centrale avec l’allée des palmiers.

### L’Aquarium et les autres bassins

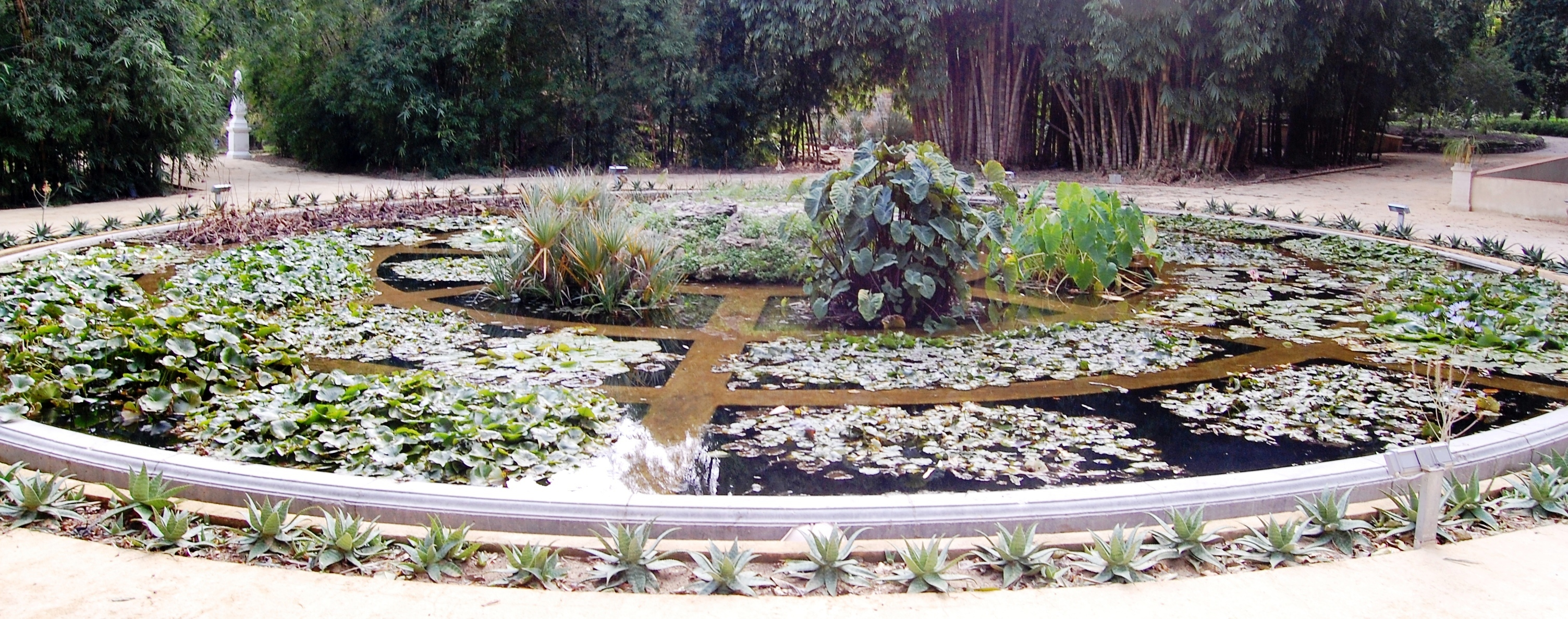
Aquarium

Au fond de l'allée centrale, se trouve l’Aquarium (5), un grand bassin circulaire subdivisé en 24 compartiments, obtenus par le découpage radial en huit parties de trois secteurs concentriques, qui accueille de nombreuses espèces aquatiques.
À quelques mètres de l'Aquarium se trouve le petit lac (laghetto), un autre grand bassin dans lequel les plantes sont disposées de manière naturelle. D’autres bassins plus petits se trouvent dans les quartini du système linnéen.

### Les serres

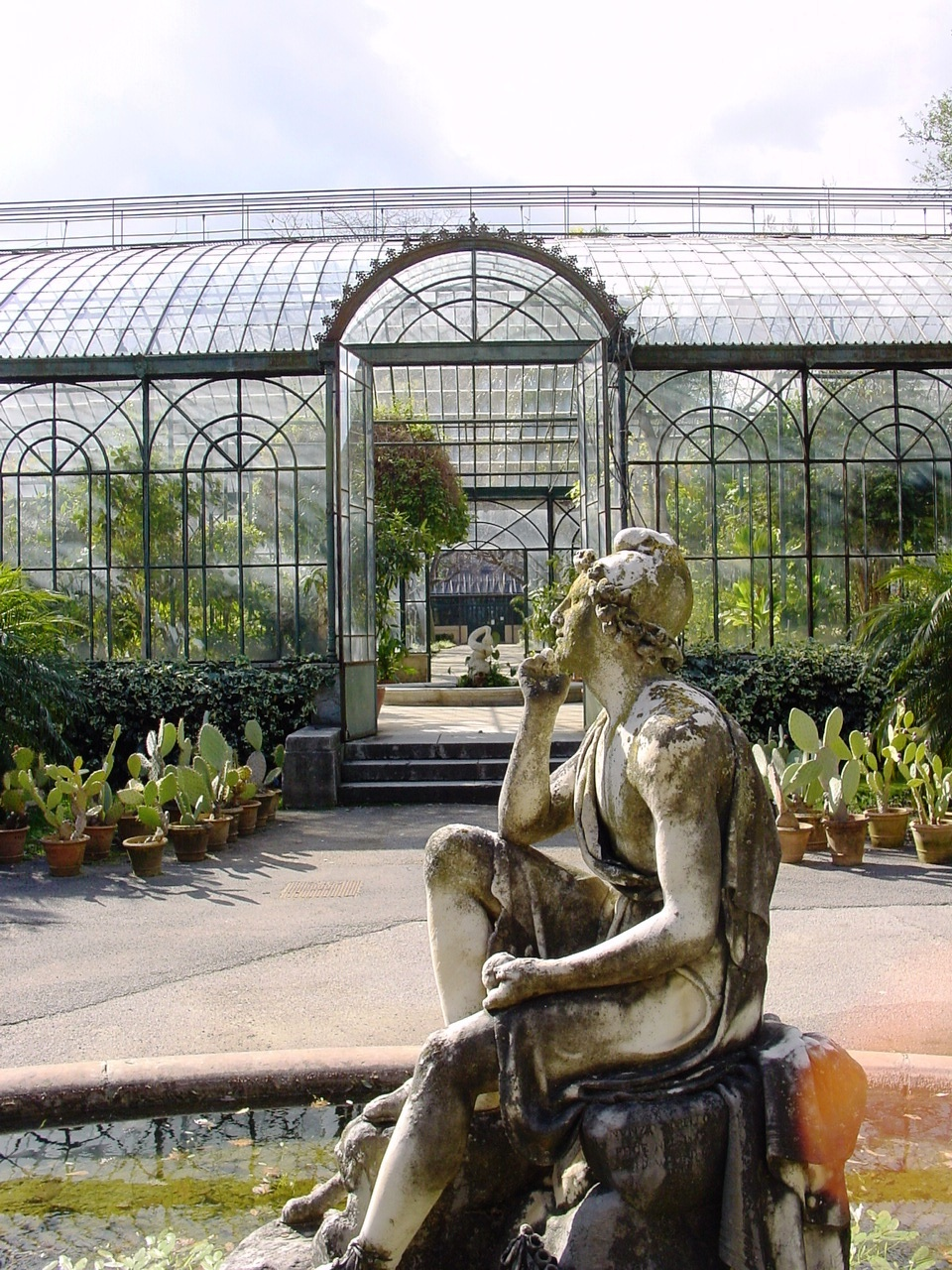
Entrée du Jardin d’hiver

Le Jardin s’est enrichi avec le temps d’un ensemble de serres qui couvrent actuellement environ 1300 m2.
La plus ancienne d’entre elles est la serre Marie-Caroline (6), don de la reine Marie-Caroline d'Autriche, connue aussi sous le nom de Jardin d’hiver. À l’origine elle fut construite en bois et chauffée par des poêles ; puis, dans la seconde moitié du XIXe siècle, elle fut reconstruite en fonte.
Autres serres :
- la serre des succulentes, hébergeant des plantes de milieux chauds et arides (7)
- la serre expérimentale, qui accueille actuellement des bananiers et papayers (8)
- la serre de la Région, qui abrite des plantes de milieux chauds et humides (9)
- la serre pour le sauvetage des succulentes, annexée au Département des sciences botaniques (10)
- la serre des fougères (11)

### Arrangements bioécologiques
Dans ce secteur, les plantes sont disposées selon des critères bioécologiques et géographiques. On y trouve le Jardin des succulentes (12), constitué de nombreuses espèces des milieux arides africains, le Palmetum (13), le Cycadetum (14), et la collinette méditerranéenne (15) qui accueille des espèces représentatives de la flore spontanée méditerranéenne, y compris diverses espèces endémiques et quelques raretés.

### Secteur expérimental
Dans le secteur expérimental (16), situé derrière le Jardin d’hiver, on cultive des plantes tropicales et subtropicales objet d'études terminées ou en cours, telles que le cotonnier, les agrumes, la canne à sucre, le sorgho. Le secteur des essences utiles (17), qui s'étend sur le versant sud-ouest du jardin, comprend des zones réservées aux plantes officinales, textiles, à résine et à caoutchouc, à huile, à essence et à écorce.

### Secteur d’Engler
Connu aussi comme le secteur neuf (18), il comprend la partie méridionale du Jardin, dans laquelle les plantes sont disposées selon la classification d’Engler. Les espèces sont réparties en trois secteurs, dédiés respectivement aux gymnospermes, aux angiospermes dicotylédones et monocotylédones.

### L'Herbier
L’Herbier méditerranéen moderne, abrité dans des bâtiments adjacents au Jardin (19), s’étend sur une superficie d’environ 6000 m².
La partie principale des collections est constituée par l’Herbier sicilien et par l’Herbier général du Département des sciences botaniques, estimés respectivement à environ 50 000 et 200 000 spécimens, un quart environ de ces derniers est de provenance méditerranéenne.
Le matériel non-sicilien est constitué par des collections provenant du Portugal, d’Espagne, de France, de Corse, de Sardaigne, de Grèce, de Crète, de Chypre, d’Algérie et d’Égypte.
Il comprend aussi environ 2000 algues, 1600 lichens, 4700 bryophytes et un millier de mycètes.

### La banque du germoplasme
La banque du germoplasme, sortie en 1993, s’inscrit dans le cadre d’un projet de sauvegarde du patrimoine génétique de la flore de l'aire méditerranéenne.
Les fonctions spécifiques de la banque sont la conservation ex situ à long et à court terme des espèces endémiques, rares ou menacées.  Les semences des plantes, une fois récoltées et cataloguées, sont soumises à des traitements adaptés et conservées dans des ampoules de verre, à disposition des institutions par échange. Les graines ainsi conservées sont soumises à des essais périodiques de germination et de vitalité.
La banque fait partie du réseau RIBES  (Réseau italien des banques de conservation ex-situ du germoplasme).

## Espèces présentes

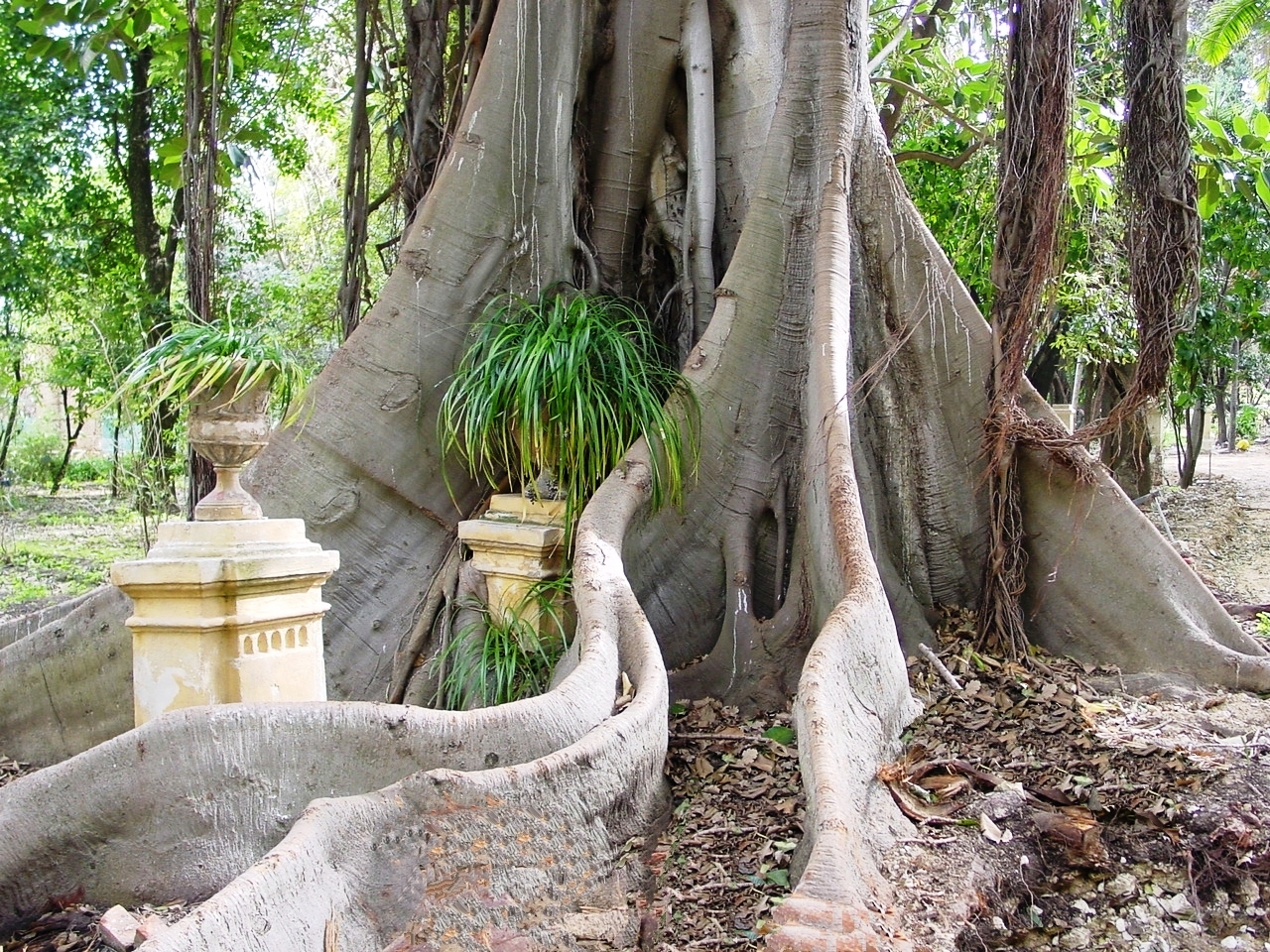
Racines laocoontiques du Ficus macrophylla

Le jardin botanique de Palerme héberge actuellement plus de 12 000 espèces différentes.
Créé à l'époque des grandes explorations scientifiques, le Jardin palermitain devint, entre la seconde moitié du XIXe siècle et les premières décennies du XXe siècle, le point de référence des grands jardins botaniques du Nord de l'Europe qui, du fait du climat favorable, y transférèrent de nombreuses espèces encore inconnues ou mal classées de la flore exotique tropicale. Très importantes furent, de ce point de vue, la relation établie avec le Jardin botanique de Berlin, sous la direction d’Adolf Engler, et celles entretenues avec les régions d'origine de nombreuses espèces exotiques asiatiques, africaines, australiennes et sud-américaines.
C’est au Jardin botanique de Palerme que l’on doit, à titre d’exemple, l’introduction dans la région méditerranéenne du mandarinier (Citrus deliciosa) et du néflier du Japon (‘'Eriobotrya japonica).
L'arrangement linnéen d'origine comprenait 1580 espèces différentes, dont 658 existent encore. Parmi celle-ci, il convient de signaler particulièrement un grand exemplaire de Ginkgo biloba.

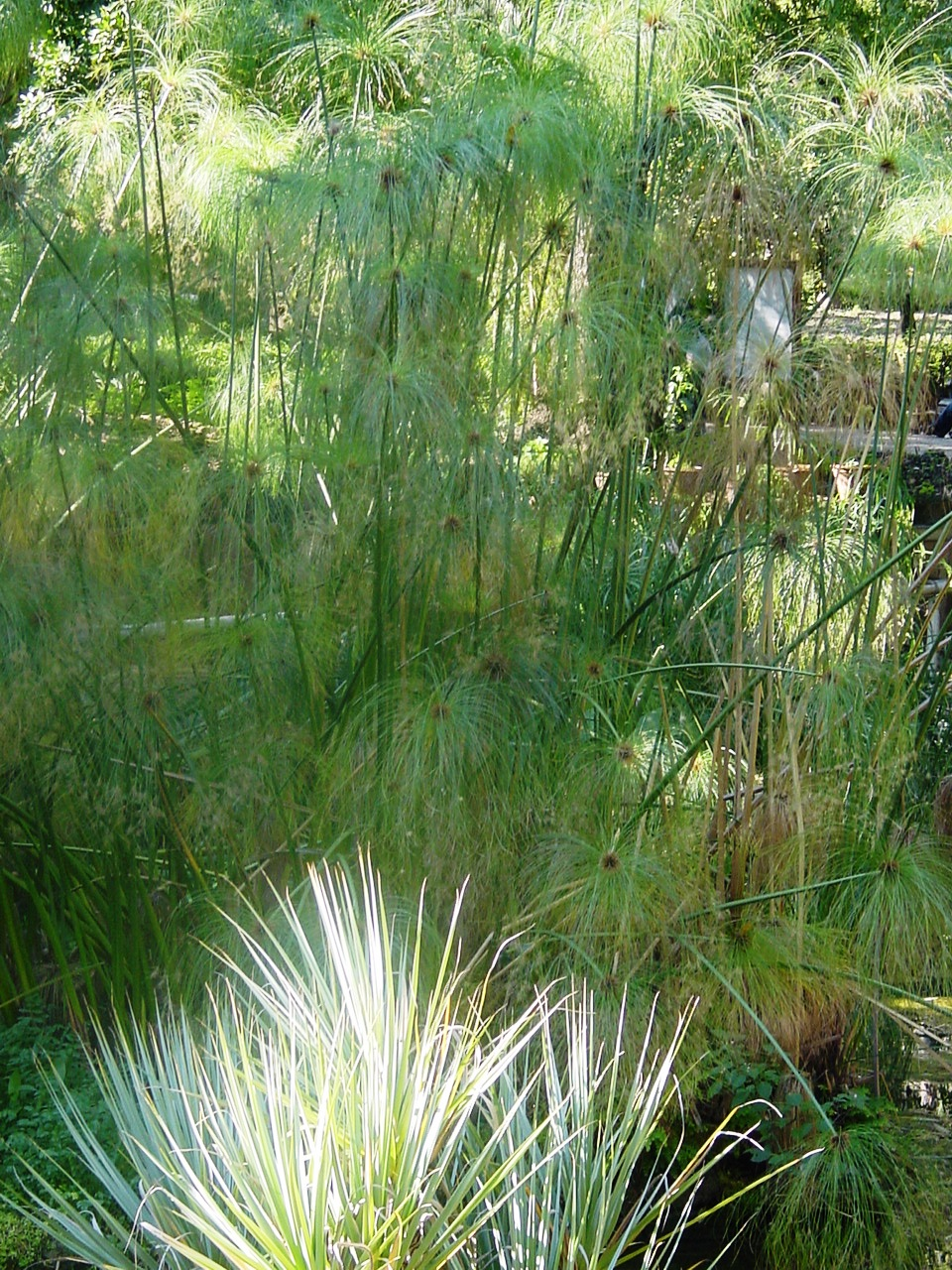
Plan d'eau des papyrus

Dans l'Aquarium, se trouvent diverses espèces de nymphéas, dont les Nymphaea alba, N. tuberosa, les hybrides de Nymphaea ×marliacea, aux fleurs multicolores vistose, de Nuphar lutea et de lotus Nelumbum nucifera. En outre, dans la partie plus interne non submergée mais toujours humide se trouvent des Alocasia sp., Colocasia sp., Zantedeschia sp., tandis que dans le plan d'eau voisin, le laghetto, prospèrent le papyrus égyptien (Cyperus papyrus) et d'autres Cypéracées telles que le Scirpus lacustris et le Cyperus alternifolius.
À quelques pas croissent également diverses espèces de bambous et derrière, sur un monticule artificiel, se détache un exemplaire remarquable de dragonnier (Dracaena draco). Non loin se trouvent la plante la plus élevée du Jardin, un Araucaria columnaris âgé, et la plus grande, un gigantesque exemplaire de Ficus magnolioides (Ficus macrophylla subsp. columnaris) aux grosses racines tabulaires et de soutien, importé de l'Île Norfolk (Nouvelle-Zélande) en 1845.
Le jardin des succulentes dans le secteur des arrangements bioécologiques héberge de nombreuses espèces du genre Aloe et diverses autres plantes de milieux arides telles que les Cereus, Crassula, Euphorbia et Opuntia.  Près de la collection des succulentes, un grand exemplaire de Ficus rubiginosa donne vie à un milieu qui rappelle la jungle.
Dans le secteur du Cycadetum ont trouvé place quelques espèces de cycas que l'on peut considérer comme historiques. Parmi ceux-ci, le Cycas revoluta, donné par la reine Marie-Caroline en 1793, qui fut le premier exemplaire de cette espèce cultivé en Europe. Par la suite, furent acquises des Zamiacées Ceratozamia mexicana et Dioon edule, toutes deux d'origine mexicaine, et le Cycas circinalis, élégante espèce de la péninsule indienne.  En 1997  la collection s'est encore enrichie grâce à l'acquisition de divers exemplaires de grande valeur, parmi lesquels le Dioon spinulosum, l'Encephalartos altensteinii, l'Encephalartos longifolius, l'Encephalartos villosus, la Macrozamia moorei et la Zamia furfuracea.

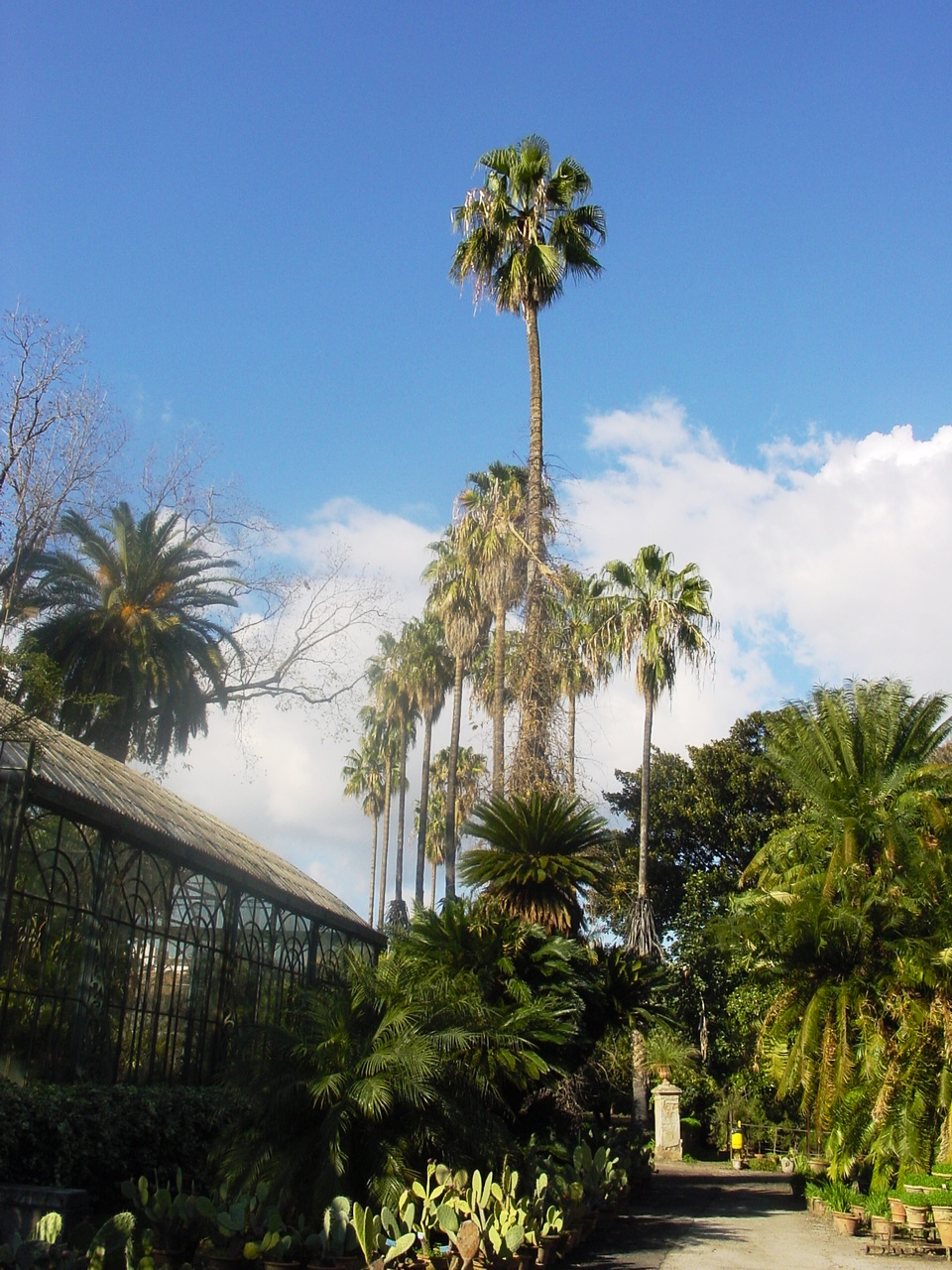
Washingtonia filifera

Dans le secteur du Palmetum, se trouvent outre le palmier nain (Chamaerops humilis), l’unique palmier indigène de la Sicile, de nombreux palmiers exotiques, dont le Jardin est particulièrement riche, pouvant compter, entre les plantes de pleine terre et celles en pots, non moins de 34 genres et environ 80 espèces. Le genre Washingtonia est représenté par le W. filifera, qui fleurit pour la première fois justement à Palerme, et par le W. robusta. Dans le genre Phoenix, outre le palmier-dattier (Phoenix dactylifera), figurent le P. rupicola, le P. reclinata, le P. canariensis, le P. roebelinii et el P. theophrasti. Parmi les nombreux autres genres représentés, citons : Chamaedorea, Brahea, Sabal, Erythea, Livistona, Howea et Trachycarpus.
Le Jardin d'hiver abrite de nombreuses espèces provenant des régions chaudes d’Afrique, d’Amérique centrale, d’Amérique du Sud, d’Asie et d’Australie. Parmi celles-ci méritent d'être signalées le caféier (Coffea arabica), le papayer (Carica papaya), de nombreuses espèces de bougainvillées,  le Cannelier de Ceylan (Cinnamomum verum), la parmentière (Parmentiera cereifera) et la sensitive (Mimosa spegazzinii). Dans la serre de la Région, on cultive en pots l’arbre du voyageur (Ravenala madagascariensis) et diverses espèces d’Anthurium, Codiaeum, Pandanus et d’autres plantes typiques des climats chauds et humides tropicaux et équatoriaux. À côté, deux serres plus petites accueillent, respectivement, les orchidées et les plantes carnivores. Il abrite également la collection de succulentes de la serre éponyme, parmi lesquelles se détachent des exemplaires d'Echinocactus grusonii de dimensions remarquables.
Dans le Secteur expérimental et des plantes utiles figurent des plantes alimentaires comme la canne à sucre (Saccharum officinarum) et le sorgho à sucre (Sorghum saccharatum), exploitées toutes deux pour l'extraction du sucre; l'avocatier (Persea americana),  diverses variétés de bananiers (Musa ×paradisiaca, Musa cavendishi), le pacanier (Carya olivaeformis), outre la riche collection d'agrumes avec plus de cent variétés de grande valeur historique et de grande importance pour la conservation du germoplasme local. Méritent enfin d’être signalées les plantes médicinales parmi lesquels figurent la grande absinthe (Artemisia absinthium), le datura stramoine (Datura stramonium), le ginseng indien (Withania somnifera), le camphrier (Cinnamomum camphora) et le pavot à opium (Papaver somniferum).

## Curiosité
Le jardin héberge depuis plusieurs années une colonie d'une dizaine de perroquets de l'espèce  Psittacula krameri, échappés des volières voisines de la villa Giulia et acclimatés dans l'habitat subtropical du jardin.